# آنته چوریچ
آنته چوریچ (کرواتی: Ante Ćorić؛ زادهٔ ۱۴ آوریل ۱۹۹۷) بازیکن فوتبال اهل کرواسی است که برای باشگاه رم بازی می‌کند.
از باشگاه‌هایی که در آن بازی کرده‌است می‌توان به دینامو زاگرب، رم، آلمریا و فنلو اشاره کرد.
وی همچنین در تیم ملی فوتبال کرواسی بازی کرده‌است.